# Hippocampus waleananus
Hippocampus waleananus är en fiskart som beskrevs av Martin F. Gomon och Kuiter 2009. Hippocampus waleananus ingår i släktet Hippocampus och familjen kantnålsfiskar. Inga underarter finns listade i Catalogue of Life.